# 4주 연속 스페셜 슈퍼전대 최강 배틀!!
《4주 연속 스페셜 슈퍼전대 최강 배틀!!》(4週連続スペシャル スーパー戦隊最強バトル!!)